# إليزابيث هولدن
إليزابيث هولدن (بالإنجليزية: Lizzie Holden) (و. 1997  م) هي دراجة بريطانية، ولدت في دوغلاس، جزيرة مان.

## التصنيف
| السنة     | 2017 | 2018 | 2019 | 2020 | 2021 | 2022 | 2023 | 2024 |
| --------- | ---- | ---- | ---- | ---- | ---- | ---- | ---- | ---- |
| تصنيف UCI | 456  | 692  | 289  | 461  | -    | 101  | 235  | -    |
| العالم    | 161  | 235  | 242  | -    | -    | 127  | 164  | 267  |
|           |      |      |      |      |      |      |      |      |
| مصدر: UCI |      |      |      |      |      |      |      |      |

## سجل الفوز

### سباقات أو مراحل فاز بها
| التاريخ        | السباق                                                             | المركز                                                                  |
| -------------- | ------------------------------------------------------------------ | ----------------------------------------------------------------------- |
| 19 مايو 2018   | طواف أمجين كاليفورنيا - للسيدات 2018                               | العاشر في تصنيف أفضل شاب                                                |
| 02 يونيو 2019  | سباق تورينجيا للسيدات 2019                                         | العاشر في تصنيف الجبال، السابع في تصنيف أفضل شاب                        |
| 30 يونيو 2019  | سباق الطريق للسيدات في بطولة المملكة المتحدة 2019                  | المركز الثالث                                                           |
| 25 أغسطس 2019  | طواف النرويج للسيدات 2019                                          | الثامن في تصنيف أفضل شاب                                                |
| 08 سبتمبر 2019 | 2019 Giro della Toscana Int. Femminile – Memorial Michela Fanini   | الفائز في ترتيب النقاط للشباب                                           |
| 05 مارس 2022   | هيلثي أجينج تور 2022                                               | التاسع في التصنيف العام                                                 |
| 29 مايو 2022   | سباق تورينجيا للسيدات 2022                                         | السابع في التصنيف العام                                                 |
| 23 يونيو 2022  | سباق الزمن على الطريق للسيدات في بطولة المملكة المتحدة 2022        | المركز الثالث                                                           |
| 01 يوليو 2022  | لوتو بلجام تور 2022                                                | العاشر في تصنيف النقاط، الرابع في التصنيف العام، الخامس في تصنيف الجبال |
| 21 يونيو 2023  | 2023 Great Britain National Road Cycling Championships - Women ITT | الفائز في التصنيف العام                                                 |